# Ellbogner Spitze
Ellbogner Spitze är en bergstopp i Österrike.   Den ligger i distriktet Reutte och förbundslandet Tyrolen, i den västra delen av landet, 500 km väster om huvudstaden Wien. Toppen på Ellbogner Spitze är 2 552 meter över havet.
Terrängen runt Ellbogner Spitze är huvudsakligen bergig, men västerut är den kuperad. Runt Ellbogner Spitze är det ganska glesbefolkat, med 26 invånare per kvadratkilometer.. Närmaste större samhälle är Mittelberg, 10,5 km nordväst om Ellbogner Spitze. 
Trakten runt Ellbogner Spitze består i huvudsak av gräsmarker.